# ズィスキン (小惑星)
ズィスキン (2098 Zyskin) は、小惑星帯に位置する小惑星である。
1972年にリュドミーラ・ジュラヴリョーワがクリミア天体物理天文台で発見した。

## 名称
クリミア医科大学（Crimean Medical Institute）教授であり、肺外科センター（Pulmonary Surgery Center）所長であった医師のレフ・ズィスキン（Lev Yur’evich Zyskin）に因んで名付けられた。この命名は1980年4月の小惑星回報で公表された。